# 2007年厦门市反对PX项目事件
2007年厦门市反对PX项目事件是指2007年福建省厦门市对该地计划兴建的对二甲苯（PX）项目所进行的抗议事件。该项目由台资企业腾龙芳烃（厦门）有限公司投资，将在海沧区兴建的计划年产80万吨对二甲苯（PX）的化工厂。腾龙芳烃（厦门）有限公司由富能控股有限公司和华利财务有限公司共同组建。厂址设在厦门市海沧投资区的南部工业园区。该项目已经被纳入中国“十一五”对二甲苯产业规划。
由于项目厂址毗距厦门市中心不足10公里。由于担心化工厂建成后危及民众健康，该项目引起了民众的反对，并曾经遭到百名政协委员联名反对。另外，該計劃相信是由陳由豪主導，且据称翔鹭集团的高管俞新昌和江绵恒也有密切關係。此事件後來以官方的讓步告終，然而有些參與者後來遭到違法指控。

## 项目概况

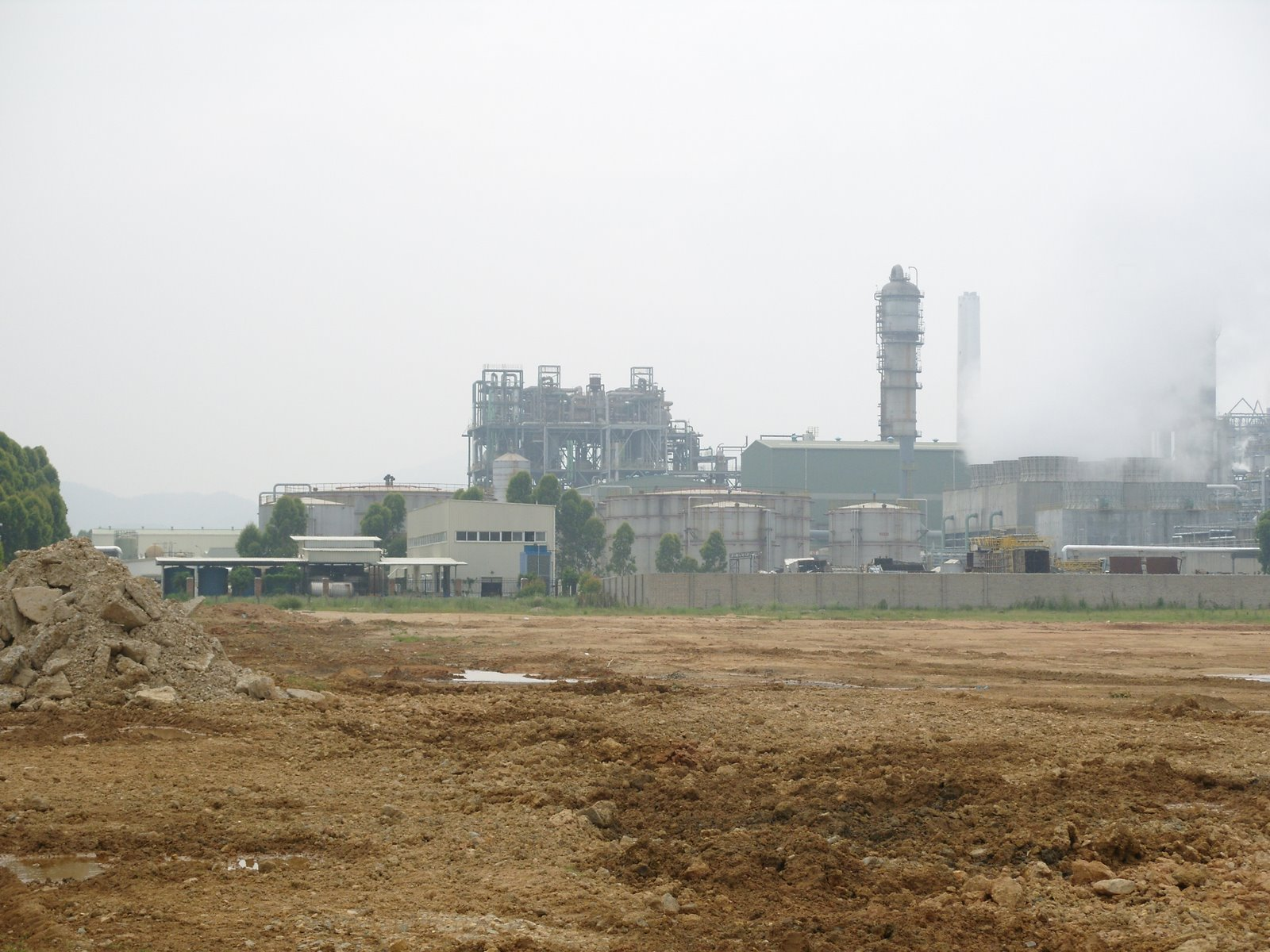
PX项目所徵收的土地

陈由豪是前东帝士集团总裁，是台湾的重大經濟犯，也因此被台灣列为头号通缉犯。 在中国由他幕后主持的厦门腾龙芳香烃公司，于2006年7月获得中华人民共和国国家发展和改革委员会批准，准备投入108亿元，在厦门海沧建设一间PX化工厂。
此间化工厂预计年产80万吨。一旦完工投产，将为厦门市新增800亿元人民币的GDP。

### 政府态度及政协、院士反对
该投资项目得到厦门市委、市政府的鼎力支持，但政府却对外封锁消息，民众在很长时间内都不知情。
2007年3月，在全國政协会议中，中国科学院院士赵玉芬为代表的105位全国政协委员联署了“关于厦门海沧PX项目迁址建议的议案”，成为該届政协头号议案。该议案认为，距离居民区仅1.5公里的PX项目存在泄漏或爆炸隐患，厦门百万居民面临危险，呼吁厦门PX项目立即停工并迁址。但本议案并未通过。其他六名院士也曾試圖阻拦该项目，但未获成功。
2007年3月14日，国家环保总局环评司司长祝兴祥在潘岳副局长的授意下召见了提案代表，表达了莫大认同和理解，但无能为力，因为项目投产是国家发改委批的，国家环保总局在项目“迁址”问题上根本没有权力。
2007年“五一”前，国家发改委工业司副司长李宁宁带队的国家发改委调查组，在厦门一位副市长的陪同下，直奔厦门海沧，对PX项目进行了实地调研。5月15日，李宁宁在北京与赵玉芬会面，指出“国家发改委没有让厦门PX项目停建或者迁址的意思”。而这一时候，該项目仍在中央批准及地方支持下，同時間日夜赶工。

## 民众反对

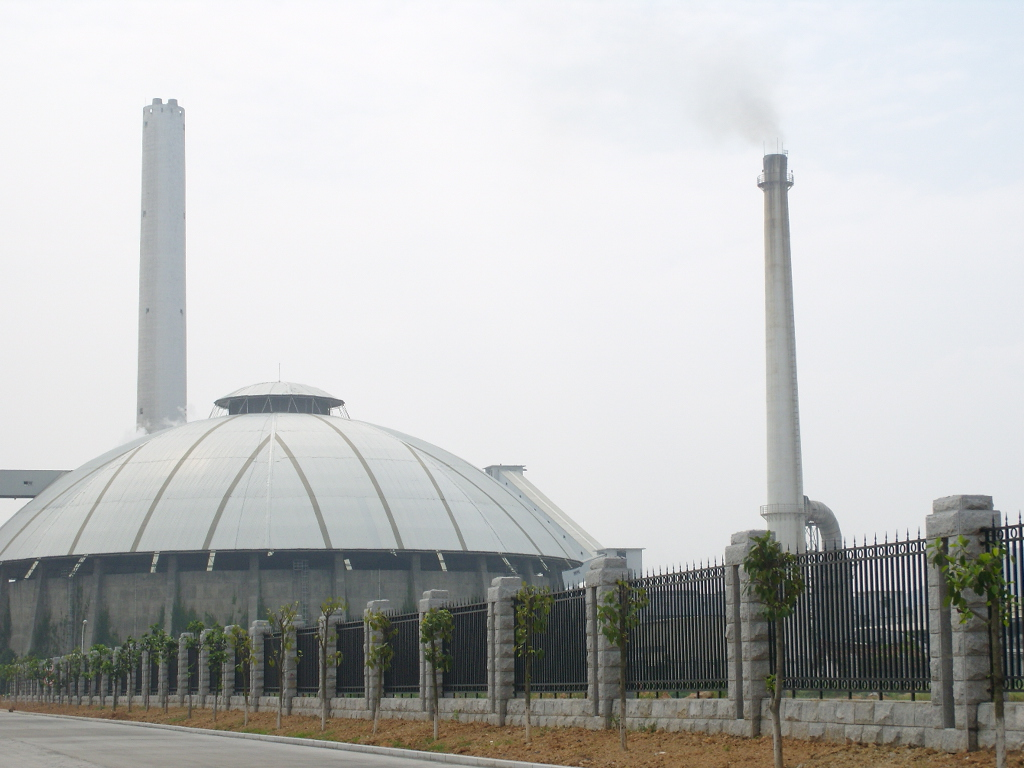
位于厦门的翔鹭石化的化工装置

2007年5月20日左右开始，有人通过手机短信在厦门市民中间传播反对PX项目的信息，短讯主要内容如下：
|  | 翔鹭集团合资已在海沧区动工投资（苯）项目，这种巨毒化工品一旦生产，意味着厦门全岛放了一颗原子弹，厦门人民以后的生活将在白血病、畸形儿中度过。我们要生活、我们要健康！国际组织规定这类项目要在距离城市一百公里以外开发，我们厦门距此项目才十六公里啊！为了我们的子孙后代，见短信后群发给厦门所有朋友！ |

该短信结尾还涉及到敏感内容，号召市民游行。
在短时间内，该短信被相互转发，愈演愈烈，更有人认为有百万厦门市民都收到该短信。26日左右，有关部门开始采用技术手段，监控、屏蔽此类短信。但在短信影响下，部分厦门市民已决定于2007年6月1日上午由各自住家出发，手绑黄色丝带，预计上午8时齐聚厦门市政府前广场，进行抗议，表达厦门市民拯救厦门、反对PX项目的决心。据一些人透露，对于这次游行抗议，厦门市政府已做好准备。市委书记何立峰下令，厦门市委、市政府人员及各机关事业单位人员及亲属不得于6月1日上街、围观，否则该领导将受到处分。
部分民众积极到各大网站留言板发帖，希望引起大范围注意。中央电视台留言板上曾有大量抗议该项目的信息，后来都被删除。有民众撰写了诗歌，表达对该项目的抗议。
5月27日，市民中关于该项目的讨论开始大量出现。
5月28日，《厦门晚报》刊登了《海沧PX项目已按国家法定程序批准在建》一文，署名为厦门市环保局负责人。该文就“海沧PX项目”回答了记者提问，长达数万字。文中强调了该项目是合法、经过环保审批的项目，对该项目的环保措施进行了叙述，并且把该项目与国外化工厂对比，试图说明厦门PX项目是环保的。由于在此之前政府一贯封锁关于PX项目的消息，该文的出现被一些人认为是政府应对抗议，试图表明强硬立场的信号。
5月29日上午，厦门市政府在要求各部门做好近阶段的安定团结工作时，还提及要保证PX项目顺利进行。5月29日下午，厦门市主要领导赴福州向福建省领导汇报PX项目进展以及近期在民众中的反应。据悉，福建省委紧急召开会议，进行了专门研讨。当天晚上，厦门市即准备在海沧区召开新闻通气会，但几番变更后最终取消。新闻发布会改在了次日上午。
5月30日上午8时50分，厦门市文化宫八楼，厦门市常务副市长丁国炎正式宣布了缓建“海沧PX项目”的决定，并称市政府已委托新的权威环评机构在原先的基础上扩大环评范围，进行整个化工区区域性的规划环评。但是并未给出具体环评单位以及“缓建”时间表，整个发布过程寥寥数分钟。
5月30日左右，部分学校下达通知：禁止本校学生参加游行示威活动，想入党者如果参加游行将禁止入党，还将对当事人做出相应处理。

### 游行

#### 6月1日

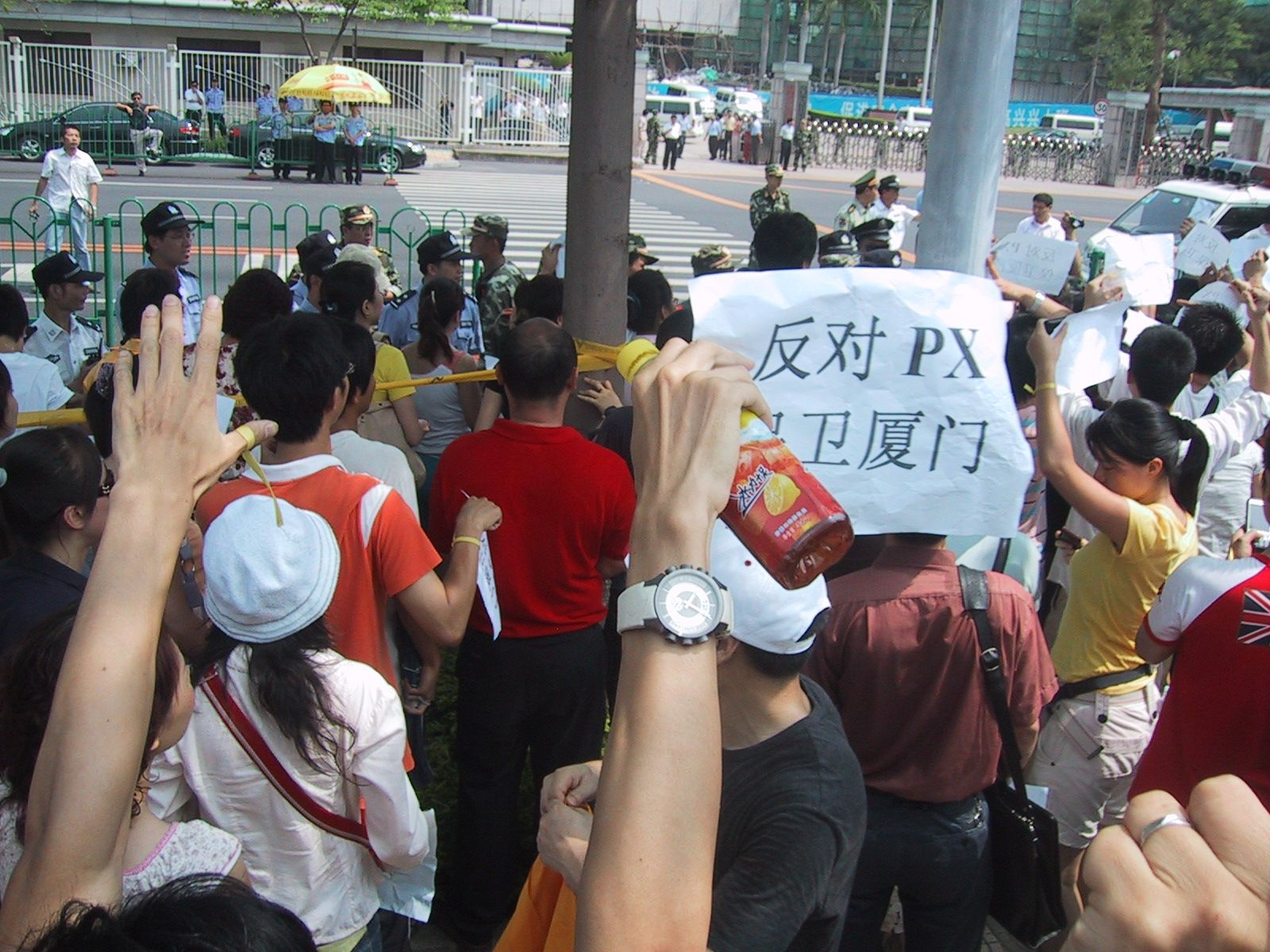
2007年6月1日爆发的游行

虽然在市民的环保人士的反对下，厦门市政府已在5月30日宣布缓建PX项目，但这项宣布并未使市民取消当天的示威活动。据报道，示威人士占据主要街道，手上举着写有“反对PX，保卫厦门”、“要求停建，不要缓建”、“爱护厦门，人人有责”、“保卫厦门，拒绝劈叉”、“STOP PX”、“抵制PX项目，保市民健康，保厦门环境”等字样的横额及标语，领头者头戴一个防毒面具，要求政府终止兴建化工厂的计划。其间示威者与武警发生冲突。 黄丝带是此次游行的标志。
游行期间，市政府发布新闻稿，全文为：
|  | 广大人民群众：市政府已经决定暂缓建设PX项目。现在项目已经停工，正在进行区域规划环评，环评需要半年以上时间，你们有什么好的意见和建议，请你们通过正常渠道向市政府反映，我们一定将你们的意见和建议转达环评专家。联系单位：厦门市人民建议征集办公室。 |

示威人群在数小时后和平散去。当时有示威者称，请愿活动会持续数天。有部分民众在游行结束时高呼“明天会展中心见”的话。官方没有公布游行人数，部分网民透露：政府估计只有四五千人，而部分游行人士则称有2万人。

#### 6月2日
厦门市民在市政府附近游行示威，约1000人参加，也有报道说示威人数达2000人。当日清晨，市政府前的湖滨北路被隔离带隔开，有警察守卫。示威人群在上午开始聚集，然后拉着“不要毒气、还我厦门”等反对兴建工厂的标语，在市内主要街道游行往市政府。
台湾《联合报》记者报道，民众很清楚游行的定位是保卫厦门的环保抗争，不愿扯上政治色彩。当有民众喊出要求厦门市委书记何立峰下台的口号时，立即被制止。
当局派出约1000名警员在市政府门前列阵把守道路，不准民众通过。示威者游行近3小时后迫近市政府大楼，与警察推撞。有目击者称，警察用铁枝追打群众，至少1男4女受伤，全部是年轻人，部分得送医救治，整个过程持续约30分钟。
示威民众后来继续在市府外喊口号，政府发表广播，定性此次游行是非法集会游行，要求市民尽快离开现场，不要被敌对势力所利用。后来因突然下起大雨，游行队伍便解散。

### 游行相关信息
官方认定此次游行属非法游行。游行开始后，政府极力阻挠媒体对事件的披露。6月1日上午，网络上开始出现游行报道和视频，但当日下午大多数即被封锁。只剩下报道厦门政府缓建的文章。
厦门大学本部和漳州校区的学生6月1日均被禁止出校，1日和2日漳州港码头均有教师劝阻学生不要返回厦门。厦门理工学院学生也被禁止出校。在厦门岛外的集美大学在游行前一天有老师专门通知禁止参加，6月1日当天有老师检查。
厦门电视台在1日及2日的新闻报道及屏幕底部滚动条中反复强调厦门政府缓建PX项目的决定，并劝告市民不要参加非法游行。《厦门日报》及《厦门晚报》在1日及随后几日的文章中都强调要相信政府决策，劝告市民不要参加非法游行。
有不少居民区楼下张贴了告示，要求市民以合法途径反映意见并提供相关联系方法。
厦门市妇联、大学党委、团委及居委会代表等都表示拥护政府决策，反对非法游行。
有人在网络上传播游行的虚假照片：其中有一张人山人海的照片原本被认为是厦门火车站附近的游行照片，但实际上厦门火车站该处地区在游行当时正在施工，不可能发生游行。原照片可能是反对日货或反对上调印花税时的照片。因此，厦门市政府认为此次游行是别有用心的人策划的，并认为可能与“台湾间谍”有关。
2007年6月，图片分享网站Flickr被防火长城屏蔽，有报道指可能与本次游行事件的相片被上传至该站且被大规模共享所致。

### 影响

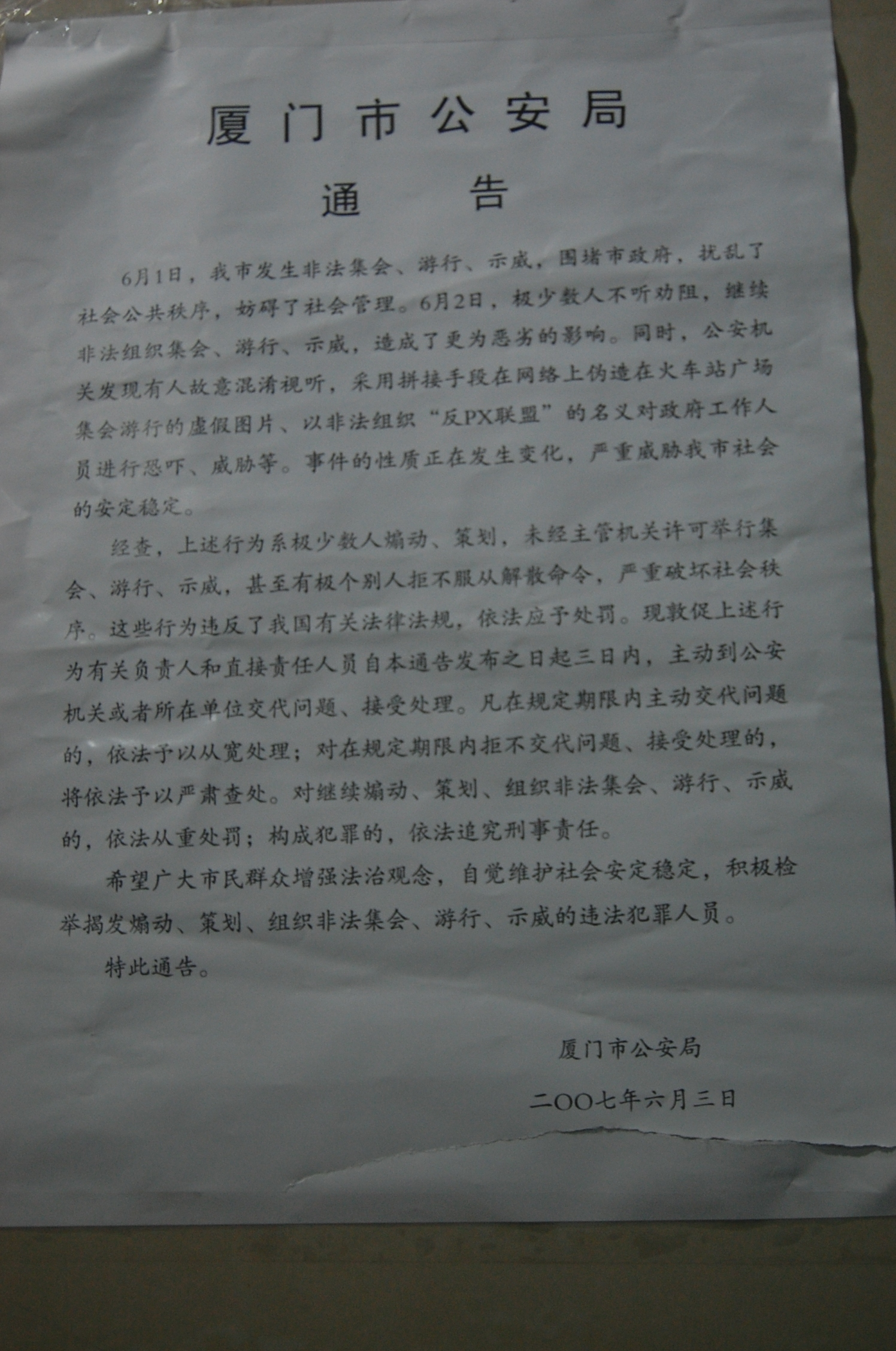
事发后厦门市公安局在全厦门散布的公告

在中国游行必须得到政府的批准。此次游行并未到公安局申报，故为非法游行。近年得到批准的游行仅有1999年因美国轰炸中华人民共和国大使馆而组织的抗议，2005年规模较大的反日游行亦未得到政府批准，但最后的处理也较为模糊和轻微。
厦门是一个经济发达的城市，处于中国改革开放的最前沿，所以本次厦门市民反对PX游行，有观点认为会对将来产生难以估量的影响。
市民在此次游行中没有过激行为，所以政府在市民游行中也表现出了最大的克制和容忍。但是在事后，中国政府仍然对此次新闻消息进行封锁，甚至提出论坛发贴采用实名制（包括前台和后台，尚未正式公布），普遍认为与此次PX事件有关。
网络上对本次游行的消息非常多，包括各种评论漫画视频等等。网上评论比较平和，因为政府方面的处理比较平缓，大部分没有过激反应。值得一提的是，现时网上提到本次游行，都统称为“集体散步”，也被认为是一种怪味的讽刺。

## 事件的后续发展
2007年6月3日，厦门市公安局发布公告，要求游行的组织者在公告发布日开始的三日内（即截至6月6日）主动到公安机关或所在单位自首，否则将从重处罚甚至追究刑事责任。
2007年11月6日，《厦门日报》刊登报道厦门市政府已决定复建PX项目。海沧区房地产因此遭受沉重打击。厦门的城市形象也大受影响。12月16日，福建省政府和厦门市政府决定，将该项目迁往漳州市漳浦县的古雷半岛兴建。古雷半岛所在，即中以古雷港为基础的古雷港经济开发区。
2013年7月30日, 迁往古雷半岛的该项目发生闪燃事故。
2015年4月6日傍晚18时55分，迁往古雷半岛的该项目设施在年度停工檢修期間发生剧烈燃爆事故，造成3個輕重腦油罐爆炸燃燒，方圓四、五十公里內都有很強震感，並致12人輕傷、兩人重傷。

## 舆论的报道
- 原籍厦门的凤凰卫视主持人杨锦麟先生5月28日在《有报天天读》节目中谈到了厦门PX项目，节目最后的点题是一个字——“毒！”
- 网络上各大网站（如网易等）曾有报道PX项目的新闻，但迫于政府压力都相继删除，只有报道缓建的消息保留了下来。
- 由罗永浩创办的牛博网在压力下保留了关于PX项目的内容，并且在游行当天作了全球唯一的文字直播，并为各大媒体转载。
- 《南方周末》和《南方人物周刊》都将“厦门市民（人）”评为2007年年度人物。[12][13]
- 凤凰视频《新闻今日谈:反对PX项目群体事件屡屡发生是谁之过》（页面存档备份，存于），哈佛大学的公共管理学者丁兆林对PX项目做了深入的解读。

## 项目影响
临近项目的高档住宅区“未来海岸”，不少人要求退房。海沧区房地产呈现不景气现象，二手房价格也出现了下降。附近的几所学校，不远处即是该化工厂，校方表示由于购房者减少会影响招生生源。
据称有部分民众曾发信到国际环保组织寻求帮助。
现有的翔鹭化纤项目依然还在运作。